# Diego Bertie
Pour les articles homonymes, voir Bertie.
Diego Felipe Bertie Brignardello, plus communément appelé Diego Bertie, né à Lima le 2 novembre 1967 et mort dans la même ville le 5 août 2022, est un acteur et chanteur péruvien.

## Biographie
Étudiant du Markham College de Lima, Diego Bertie suit des études de psychologie à l'université pontificale catholique du Pérou. C'est cependant sous sa facette d'acteur de telenovelas qu'il se fait connaître du grand public, notamment en 1990, lors de sa participation au feuilleton télévisé Natacha.
C'est le début d'une longue carrière d'acteur de telenovelas. On le retrouve donc dans plusieurs feuilletons télévisés péruviens ou sud-américains dont El hombre que debe morir, Canela, Rosa en América, Obsesión, Leonela, muriendo de amor ou encore Cosas del amor. Parmi ses dernières productions à la télévision figurent Los exitosos Gomes (2010), Al fondo hay sitio (2015), El regreso de Lucas (2016) et De vuelta al barrio (2017).
Cela ne l'a pas empêché de faire du cinéma, notamment avec le réalisateur péruvien Francisco José Lombardi, qui l'a dirigé dans Sin compasión (1994) et Bajo la piel (1996).
En juin 2022, il avoue avoir eu une relation sentimentale avec le journaliste et écrivain péruvien Jaime Bayly.
Le 5 août 2022, il est retrouvé mort après avoir fait une chute mortelle du 14e étage de son immeuble situé dans le district de Miraflores à Lima.

## Filmographie

### Cinéma
- Ultra Warrior (1990) : Phil
- Full Fathom Five (1990) : Miguel
- Reportage a la muerte (1993)
- Todos somos estrellas (1993)
- Sin compasión (1994) : Ramón Romano
- Bajo la piel (1996) : Gino Leyva
- El bien esquivo (2001) : Jerónimo de Ávila
- Muertos de Amor (2002) : Mario
- El atraco (2004) : Bernal
- Muerto por Muriel (2004) : Bernie
- Una sombra al frente (2005) : Enrique Aet
- Los Andes no creen en Dios (2005) : Adolfo
- Les Pirates du Pacifique (2005) : Ghen Huigen (voix)
- Desierto infernal
- Batallas en silencio
- Esto huele mal
- Qué difícil es amar (2018)

### Télévision
- El Hombre que debe morir
- Natacha (1990) : Pedro
- Canela (1994) : Adrián Helguera
- Obsesión (1996) : Leonardo Ratto
- La noche  (1997) : Joaquín Falcón
- Leonela, muriendo de amor (1997) : Pedro Luis Guerra Morales
- Cosas del amor (1998) : Gonzalo "Chalo" García León
- Amantes de luna llena (2000) : Simón Luna
- Cazando a un millonario (2001) : Felipe Castillo
- Vale todo (2002) : Ivan
- Eva del Edén (2004)
- Decisiones
- La ex (2006)
- Yuru, la princesa amazónica (2007)
- Amas de casa desesperadas (2008) : Tom Scavo
- Bermúdez (2009) : Gonzalo Lleras
- Los exitosos Gomes (2010) : Martin Gomes
- Al fondo hay sitio (2015) : Sergio Estrada
- De vuelta al barrio (2017) : Luis Felipe Sandoval

## Théâtre
- Annie (1987), adaptation d'Oswaldo Cattone
- Fantástikos
- Simón : Simón Bolívar
- Yepeto : Antonio
- Un Don Juan en el Infierno : le fils de Don Juan
- Contragolpe
- Eclipse total : Arthur Rimbaud
- Locos de amor : Eddie
- Noces de sang : Leonardo
- La vie est un songe : Sigismond
- Les Trois Sœurs : Vershinin
- Œdipe Roi : Œdipe
- Le Roi Lear : Edgar
- Faust (2001)
- L'Opéra de quat'sous (2003)
- Te amo María (2004)
- El jardín secreto (2007)
- Una gran comedia romana (2008)
- La cage aux folles (2010)